# Salão Internacional de Banda Desenhada de Barcelona
O Salão Internacional de Banda Desenhada de Barcelona (em catalão:  Saló Internacional del Còmic de Barcelona, em castelhano:  Salón Internacional del Cómic de Barcelona), é um evento anual de banda desenhada celebrado em Barcelona desde 1981. Constitui uma importante referência para a banda desenhada catalã e espanhola, e é organizado pela Federação das Instituições Profissionais de Banda Desenhada (Ficomic), uma organização sem fins lucrativos, cujos objetivos são a divulgação e promoção da banda desenhada e mangá.
Os prémios da convenção são atribuídos desde 1988 às obras editadas em Espanha, e as categorias são: Grande Prémio do Salão, Prémio de Melhor Obra, Prémio de Autor/Autora Revelação, Prémio de Melhor Fanzine e o Prémio de Melhor Obra Estrangeira.
Posteriormente, o evento se diversificou, e incorporou também o cinema, séries de televisão, animés, mangás, brinquedos, jogos eletrónicos de interpretação de papéis, jogos eletrónicos e diversos produtos, tornando-se uma grande manifestação da cultura de massa.
É considerada uma das convenções culturais mais populares da Catalunha, sendo superada pelos festivais Primavera Sound e o Salão do Mangá de Barcelona, também organizado pela Ficomic. A nível europeu, é um dos mais importantes concursos de banda desenhada, superado apenas pelo Festival Internacional de banda desenhada de Angolema em França, e pelo Lucca Comics & Games na Itália. Em 2018, o evento reuniu mais de cento e dezoito mil visitantes.

## Prémios
Melhor Obra de Autor Espanhol
- 1988 - El licantropunk (Max)
- 1989 - Quotidiania Delirante (Miguelanxo Prado)
- 1990 - Doctor Vértigo (Martí)
- 1991 - Mi cabeza bajo el mar (Pere Joan)
- 1992 - Perro Nick (Miguel Ángel Gallardo)
- 1993 - El octavo día (Daniel Torres)
- 1994 - Trazo de tiza (Miguelanxo Prado)
- 1995 - Museum (Fernando De Felipe)
- 1996 - Como perros (Max)
- 1997 - El artefacto perverso (Felipe Hernández Cava/Federico del Barrio)
- 1998 - El pie frito (Miguel Calatayud)
- 1999 - Lope de Aguirre. La expiación (Ricard Castells/Felipe Hernández Cava)
- 2000 - Paracuellos (Carlos Giménez)
- 2001 - Blacksad: un lugar entre las sombras (Juan Díaz Canales/Juanjo Guarnido)
- 2002 - Cosecha Rosa (José Luis Ágreda)
- 2003 - 4 botas (Keko)
- 2004 - Mantecatos (Manel Fontdevila)
- 2005 - La mansión de los Pampín (Miguelanxo Prado)
- 2006 - Blacksad 3. Alma Roja (Juan Díaz Canales/Juanjo Guarnido)
- 2007 - Bardín el superrealista (Max)
- 2008 - Arrugas (Paco Roca)
- 2009 - Las serpientes ciegas (Felipe Hernández Cava/Bartolomé Seguí)
- 2010 - El arte de volar (Antonio Altarriba/Kim)
- 2011 - El invierno del dibujante (Paco Roca)
- 2012 - Aventuras de un oficinista japonés (José Domingo)
- 2013 - Ardalén (Miguelanxo Prado)
- 2014 - Los surcos del azar (Paco Roca)
- 2015 - Las Meninas (Santiago García/Javier Olivares)
- 2016 - El fantasma de Gaudí (El Torres/Jesús Alonso Iglesias)
- 2017 - Jamás tendré 20 años (Jaime Martín)
- 2018 - Pinturas de guerra (Ángel de la Calle)
- 2019 - ¡Universo! (Albert Monteys)
- 2020 - Siempre tendremos 20 años (Jaime Martín)

Prémio "Josep Toutain" de Autor/Autora Revelação
- 1988 - Josep Mª Beroy
- 1989 - Pasqual Ferry
- 1990 - Jaime Martín
- 1991 - Joaquín López Cruces
- 1992 - Miguel Ángel Martín
- 1993 - Calpurnio
- 1994 - Mauro Entrialgo
- 1995 - Pep Brocal
- 1996 - Santiago Sequeiros
- 1997 - Albert Monteys
- 1998 - María Colino
- 1999 - Ramón F. Bachs e Sergio Córdoba (ex aequo)
- 2000 - Álex Fito
- 2001 - Juanjo Guarnido
- 2002 - Luis Durán
- 2003 - Víctor Santos
- 2004 - Fermín Solís
- 2005 - Raquel Alzate
- 2006 - Pablo Auladell
- 2007 - David Rubín
- 2008 - Carlos Areces
- 2009 - Pere Mejan
- 2010 - Alfonso Zapico
- 2011 - David Sánchez
- 2012 - Lola Lorente
- 2013 - Oriol Hernández Sánchez
- 2014 - Clara Soriano
- 2015 - Miki Montlló
- 2016 - Javi de Castro
- 2017 - Javi Rey
- 2018 - Ana Penyas
- 2019 - María Medem
- 2020 - Aroha Travé

Grande Prémio do Salão
- 1988 - Alfons Figueras
- 1989 - Ambrós
- 1990 - Manuel Vázquez
- 1991 - Jordi Bernet
- 1992 - Raf
- 1993 - Alfonso Font
- 1994 - Francisco Ibáñez
- 1995 - Kim
- 1996 - José Sanchis
- 1997 - Enrique Ventura
- 1998 - Víctor Mora
- 1999 - Miguel e Pedro Quesada
- 2000 - Max
- 2001 - Nazario
- 2002 - Jan
- 2003 - Josep María Beà
- 2004 - Horacio Altuna
- 2005 - Carlos Giménez
- 2006 - Víctor de la Fuente
- 2007 - Miguelanxo Prado
- 2008 - Pasqual Ferry
- 2009 - Ana Miralles
- 2010 - Rubén Pellejero
- 2011 - Jordi Longarón
- 2012 - José Ortiz
- 2013 - Purita Campos
- 2014 - Miguel Gallardo
- 2015 - Enrique Sánchez Abulí
- 2016 - Josep María Blanco
- 2017 - Josep Maria Martín Saurí
- 2018 - Laura Pérez Vernetti
- 2019 - Antonio Altarriba
- 2021 - Antonio Martín

Melhor Obra Estrangeira Publicada em Espanha
- 1989 - Fuegos (Lorenzo Mattotti)
- 1990 - Maus (Art Spiegelman)
- 1991 - Calvin y Hobbes (Bill Watterson)
- 1992 - El condón asesino (Ralf König)
- 1993 - Las mujeres perdidas (Jaime Hernández)
- 1994 - Informe sobre ciegos (Alberto Breccia)
- 1995 - Magnor el poderoso (Sergio Aragonés)
- 1996 - Odio (Peter Bagge)
- 1997 - Río Veneno (Beto Hernández)
- 1998 - El Club de la Sangre (Charles Burns)
- 1999 - La ciudad de cristal (David Mazzucchelli/Paul Karasik)
- 2000 - 300 (Frank Miller)
- 2001 - Ghost World (Daniel Clowes)
- 2002 - Maus (Art Spiegelman)
- 2003 - David Boring (Daniel Clowes)
- 2004 - Barrio Lejano (Jirō Taniguchi)
- 2005 - Jimmy Corrigan, el chico más listo del mundo (Chris Ware)
- 2006 - 20th Century Boys (Naoki Urasawa)
- 2007 - Ice Haven (Daniel Clowes)
- 2008 - S (Gipi)
- 2009 - La educación de Hopey Glass (Jaime Hernández)
- 2010 - Genésis de Robert Crumb
- 2011 - Los muertos vivientes (Robert Kirkman/Charlie Adlard)
- 2012 - Arzak el vigilante (Moebius)
- 2013 - Portugal (Cyril Pedrosa)
- 2014 - El libro de los Insectos Humanos (Osamu Tezuka)
- 2015 - Saga (Brian K. Vaughan/Fiona Staples)
- 2016 - Spirou: el botones de verde caqui (Yann/Olivier Schwartz)
- 2017 - La Visión (Tom King/Gabriel Hernandez Walta)
- 2018 - El arte de Charlie Chan Hock Chye. Una historia de Singapur (Sonny Liew)
- 2019 - Lo que más me gustan son los monstruos (Emil Ferris)
- 2020 - Ventiladores Clyde (Seth)

Melhor Fanzine
- 1989 - Sólo para Locos
- 1990 - TMEO
- 1991 - Urich/Pogo
- 1992 - El Maquinista
- 1993 - El Nuevo Maquinista
- 1994 - Mondo Lirondo
- 1995 - Paté de Marrano
- 1996 - Annabel Lee
- 1997 - rAu/Kovalski Fly
- 1998 - Idiota y Diminuto
- 1999 - Como Vacas Mirando el Tren
- 2000 - Amaníaco
- 2001 - TMEO
- 2002 - Amaníaco
- 2003 - El Naufraguito
- 2004 - Cretino
- 2005 - BD Banda
- 2006 - Cabezabajo
- 2007 - Barsowia
- 2008 - Fanzine enfermo
- 2009 - Rantifuso
- 2010 - Gato Negro
- 2011 - El Naufraguito
- 2012 - Usted
- 2013 - Adobo Fanzine
- 2014 - Arrós Negre
- 2015 - Thermozero Cómics
- 2016 - Nimio
- 2017 - Paranoidland
- 2018 - Los Diletantes
- 2019 - Saxifono
- 2020 - Us

Melhor Guião
- 1995 - Perico Carambola, de Ignacio Vidal-Folch.
- 1996 - La parejita, de Manel Fontdevila.
- 1997 - El artefacto perverso, de Felipe Hernández Cava.
- 1998 - Nosotros somos los muertos, de Max.
- 1999 - Lope de Aguirre. La expiación, de Felipe Hernández Cava.
- 2000 - Paracuellos, de Carlos Giménez.
- 2001 - Tabú, de Jorge Zentner.
- 2002 - El hombre con miedo, de Hernán Migoya.
- 2003 - Atravesado por la flecha, de Luis Durán.
- 2004 - Antoine de las tormentas, de Luis Durán.
- 2005 - La mansión de los Pampín, de Miguelanxo Prado.
- 2006 - Carlitos Fax, de Albert Monteys.
- 2007 - Bardín el superrealista, de Max.
- 2008 - Arrugas, de Paco Roca.
- 2009 - Las serpientes ciegas, de Felipe Hernández Cava.
- 2010 - El arte de volar, de Antonio Altarriba.
- 2011 - El invierno del dibujante, de Paco Roca.

Melhor Revista
- 2003 - U
- 2004 - El Víbora
- 2005 - Mister K
- 2006 - El Jueves
- 2007 - NSLM
- 2008 - El Manglar
- 2009 - Amaniaco
- 2010 - Dos veces breve
- 2011 - Dolmen

Melhor Desenho
| Ano  | Nomeados | Vencedor                                                 |
| ---- | --- | -------------------------------------------------------- |
| 2006 | | Blacksad 3. Alma Roja, de Juanjo Guarnido                |
| 2007 | | Bardín el Superrealista, de Max                          |
| 2008 | | Jazz Maynard I: Home Sweet Home, de Roger Ibáñez         |
| 2009 | | La Revolución de los Pinceles, de Pere Mejan             |
| 2010 | Las calles de Arena, de Paco Roca; Ken Games 1, de Marcial Toledano; El juego de la luna, de José Luis Munuera, e La isla sin sonrisa, de Enrique Fernández | El arte de volar de Kim.                                 |
| 2011 | Ken Games 3 de Marcial Toledano; El invierno del dibujante, de Paco Roca, e Jazz Maynard 4, de Roger Ibáñez                                                 | Blacksad 4. El infierno, el silencio de Juanjo Guarnido. |

Prémio de Divulgação
- 2007 - Toni Guiral
- 2008 - Manuel Darias
- 2009 - Álvaro Pons
- 2010 - Entrecomics
- 2011 - Santiago García

Prémio de Gibiteria
- 2009 - Continuarà Comics
- 2010 - Espacio Sins Entido
- 2011 - Madrid Comics

Melhor Filme Baseado em Banda Desenhada
- 2011 - María y yo de Félix Fernández de Castro

Melhor Mangá
- 2000 - Adolf (Osamu Tezuka)
- 2001 - Adolf (Osamu Tezuka)
- 2002 - El almanaque de mi padre (Jiro Taniguchi)

Melhor Banda Desenhada de Super-Heróis
- 2000 - Daredevil Marvel Knights (Kevin Smith/Joe Quesada/Jimmy Palmiotti)
- 2001 - Planetary (Warren Ellis/John Cassaday)
- 2002 - The Authority (Warren Ellis/Brian Hitch)

Melhor Banda Desenhada Erótica
- 2000 - Sueños húmedos (Alfonso Azpiri)
- 2001 - La salida de la clase (Hernán Migoya/Rubén del Rincón)
- 2002 - Magia & Acero (Jordi Bayarri)

Melhor Publicação de Informação
- 2000 - Dentro de la Viñeta
- 2001 - Dolmen
- 2002 - Dolmen

Melhor Obra por Votação Popular
- 2003 - Los Reyes Elfos. La Emperatriz del Hielo (Víctor Santos)
- 2004 - Los Reyes Elfos. La espada de los inocentes (Víctor Santos)
- 2005 - Barcelona (Kenny Ruiz)
- 2006 - Con buen talante (José Manuel Puebla)
- 2007 - El Cazador de Rayos 3 (Kenny Ruiz)
- 2008 - Guerreros Urbanos: Tormenta de ostias (Pere Pérez)
- 2009 - Orn 2 (Quim Bou)
- 2010 - El juego de la Luna (Enrique Bonet/José Luis Munuera)
- 2011 - Miguel, 15 años en la calle (Miguel Fuster)
- 2012 - Lágrimas en la lluvia (Damián Campanario/Alessandro Valdrighi)
- 2013 - Sleepers (Luis NCT)
- 2014 - Papel Estrujado (Nadar)
- 2015 - Croqueta y empanadilla (Ana Oncina)
- 2016 - Ekhö Mundo Espejo 3. Hollywood Boulevard (Christophe Arleston/Alessandro Barbucci)
- 2017 - Fantasy West (Carlos Díaz Correia/Jacobo Márquez)
- 2018 - Alma Cubrae (Gonzalo Torné/Sergio Sandoval/Mado Peña)
- 2019 - Desmesura (Fernando Bailus e Mario Pellejer)
- 2020 - Lezo vol.1: Última batalla (Ángel Miranda, Guillermo Mogorrón, Ramón Vega e Miguel Ángel Abad)

Melhor Guião por Votação Popular
- 2003 - Oro Rojo, de Quim Bou
- 2004 - Los Reyes Elfos. La espada de los inocentes, de Víctor Santos
- 2005 - Barcelona, de Kenny Ruiz
- 2006 - Omar el Navegante, de Pedro Rodríguez
- 2007 - Los Reyes Elfos. Historias de Faerie, de Víctor Santos
- 2008 - Un hombre feliz, de Antonio Seijas
- 2009 - La Revolución de los Pinceles, de Josep Busquet
- 2010 - El juego de la Luna, de Enrique Bonet
- 2011 - Aventura bajo el Pirineo, de Dani García-Nieto

Melhor Desenho por Votação Popular
- 2007 - El Cazador de Rayos 3, de Kenny Ruiz
- 2008 - El Evangelio de Judas, de Alberto Vázquez
- 2009 - Jazz Maynard. Contra viento y marea, de Roger Ibáñez
- 2010 - Los Eternos 1: Matar a un Dios, de Daniel Acuña
- 2011 - Autobiografía No Autorizada, de Nacho Casanova

Melhor Autor/Autora Revelação por Votação Popular
- 2003 - Víctor Santos
- 2004 - Enrique V. Vegas
- 2005 - Kenny Ruiz
- 2006 - José Manuel Puebla
- 2007 - José Antonio Bernal
- 2008 - Pere Pérez
- 2009 - Víctor Jiménez
- 2010 - Tomeu Pinya
- 2011 - Josema Carrasco

Melhor Obra Estrangeira por Votação Popular
- 2003 - Mis circunstancias (Lewis Trondheim)
- 2004 - Lucifer. Escarceo con los condenados (Mike Carey/Peter Gross/Dean Ormston)
- 2005 - Blankets (Craig Thompson)
- 2006 - Kane (Paul Griest)
- 2007 - Stuck Rubber Baby (Howard Cruse)
- 2008 - S (Gipi)
- 2009 - Spiderman. Un día más (Joe Quesada/J. M. Straczynski)
- 2010 - El increíble Hércules. Amor y guerra (Greg Pak/Van Lente/Clayton Henry/Salva Espín)
- 2011 - Asterios Polyp (David Mazzucchelli)

Melhor Revista por Votação Popular
- 2003 - Trama
- 2004 - Trama
- 2005 - Trama
- 2006 - Dolmen
- 2007 - Dolmen
- 2008 - Retranca
- 2009 - Dolmen
- 2010 - Dolmen
- 2011 - Malavida

Melhor Fanzine por Votação Popular
- 2003 - Frenzy
- 2004 - Me gusta más que desayunar un herpe
- 2005 - Malavida
- 2006 - Barsowia
- 2007 - Gutter
- 2008 - Ojo de Pez
- 2009 - Hotel Safari
- 2010 - El Cuaderno de Tesla
- 2011 - Epilepsia

Melhor Divulgação de Banda Desenhada por Votação Popular
- 2007 - Álvaro Pons
- 2008 - Manuel Darías
- 2009 - Toni Guiral
- 2010 - Jordi Ojeda
- 2011 - Juan Royo